# East Cape Lighthouse

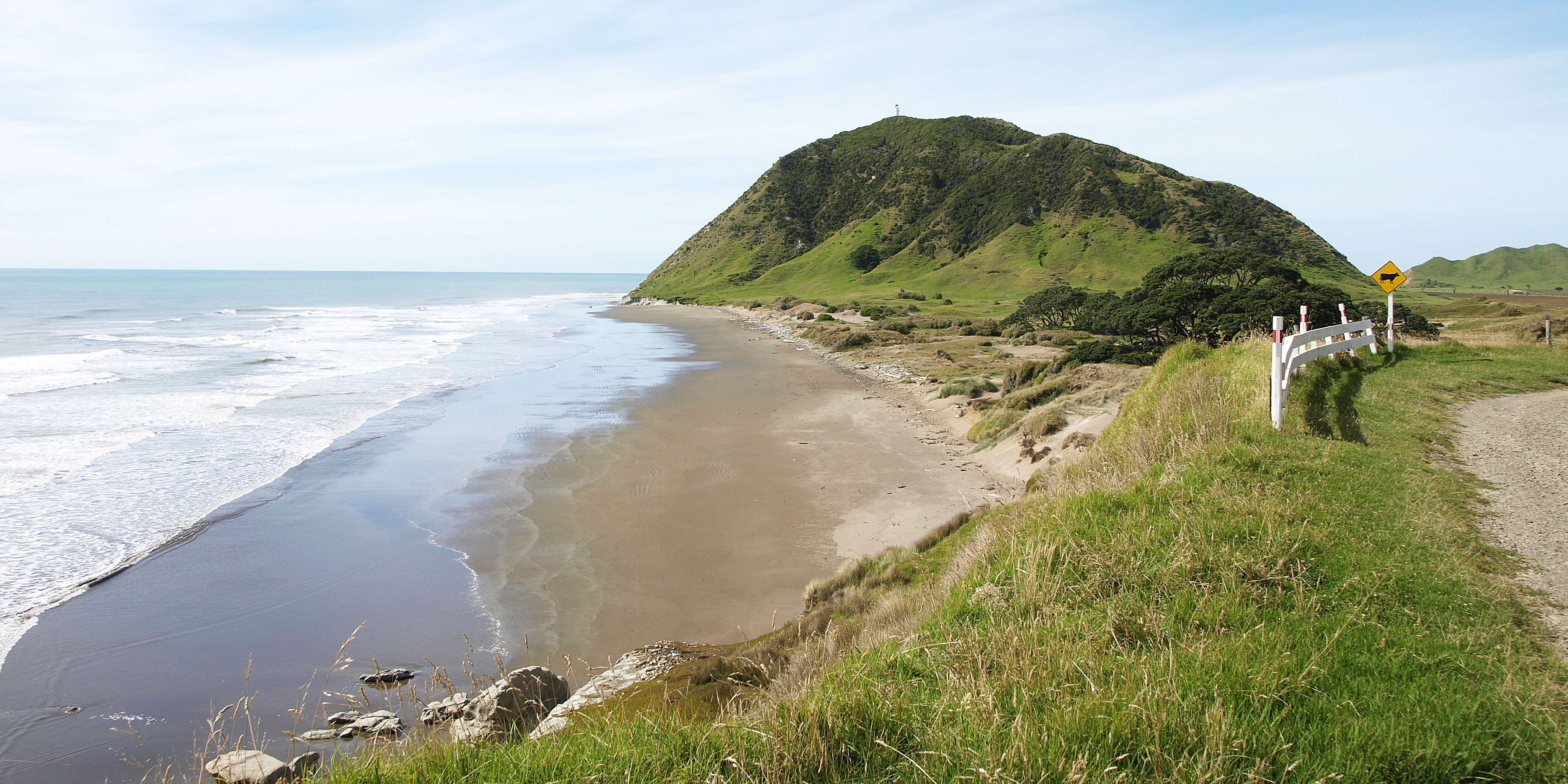
East Cape mit dem Otiki (Berg) und East Cape Lighthouse

Das East Cape Lighthouse ist ein Leuchtturm an der Nordostspitze der Nordinsel von Neuseeland.

## Geographie
Das East Cape Lighthouse befindet sich auf dem 144 m hohen Otiki, einem alleinstehenden, direkt an der Küste am East Cape genannten Kap liegenden Hügel. Weiter östlich, in einer Distanz von 2 km zur Küste, befindet sich nur noch die rund 13 Hektar große Insel East Island.
Der Leuchtturm ist nur über eine rund 20 km lange Küstenstraße, der East Cape Road von Te Araroa aus zu erreichen. Die kleinen Siedlung verfügt im Westen über einen Anschluss an den New Zealand State Highway 35, der im Westen weiter nach Opotiki führt und nach Süden in Richtung Gisborne.

## Geschichte
Der Leuchtturm wurde im Jahr 1900 zunächst auf der dem Festland vorgelagerten Insel East Island installiert. Doch von Anbeginn waren der Bau und der Betrieb des Leuchtfeuers von Schwierigkeiten und Unfällen begleitet. So kenterte bei dem Bau ein Dampfschiff, das Material zum Bau bringen sollte, und zog vier Seeleute mit in den Tod. Ein weiteres Problem stellte sich in wenigen Jahren nach dem Betrieb des Leuchtturms ein. Die Klippen der Insel gaben erosionsbedingt nach und machten den Untergrund für das Bauwerk instabil. In den 1920er Jahren traf man schließlich die Entscheidung, den Leuchtturm auf das Festland zu holen. Die Umzugsarbeiten begannen im April 1922 und wurden mit der erneuten Inbetriebnahme im Dezember 1922 abgeschlossen.
Der Leuchtturm wurde zunächst mit einer Paraffin-Öl-Lampe betrieben, 1954 dann aber auf eine dieselmotorgestützte Stromversorgung umgestellt. 1971 erfolgte dann der Anschluss an das Stromnetz des Landes und der bis dahin tätige Leuchtturmwärter – früher waren es sogar drei – wurde 1985 durch einen vollautomatischen Betrieb des Leuchtfeuers ersetzt. Im Februar 2002 fand dann der letzte Austausch des Leuchtfeuers gegen eine rotierende 50-Watt-Wolfram-Halogen-Lampe statt.

## Daten des Leuchtturms
Der Turm besteht aus einer zylindrischen Gusseisenkonstruktion, die mit dem Aufbau des Leuchtfeuers über eine Höhe von 15 m verfügt. Der Turm selbst steht auf einem kleinen Plateau, das als höchste Stelle des Otiki sich 144 m über dem Meeresspiegel erhebt. Der Betrieb erfolgt heute vollautomatisch elektrisch, wobei bei Stromausfällen Akkumulatoren den Betrieb der Anlage für eine Zeit sicherstellen können. Mit der eingebauten rotierenden 50 Watt Tungsten-Halogen-Lampe wird ein Leuchtfeuer der Kennung Fl W 10s (alle 10 Sekunden ein weißes Blitzlicht) mit einer Reichweite von 19 Seemeilen (35 km) über Meer geschickt.
Der Leuchtturm wird von Maritime New Zealand betrieben und von Wellington aus gesteuert.

## Lighthouse Reserve
Der Gisborne District Council wies im Juni 2017 ein 70 Hektar großes Gebiet um den Leuchtturm herum und zur Küste hin aus, um über den Tairāwhiti Management Plan das Areal in einem zweiten Schritt zu einem Schutzgebiet deklarieren zu können. In dem Areal wachsen Bäume wie Puriri und Tawa und das Buschland besteht aus Bewuchs von Neuseeländer Flachs (Phormium cookanum) – Schmalblättriger Klebsame (Pittosporum tenuifolium) – Südseemyrte, Manuka genannt und Kanuka (Kunzea ericoides). Eine besondere Art des Wegerichs (Plantago picta) gilt dort als gefährdeten Art.

## Tourismus
Der Leuchtturm ist außen von einem Parkplatz aus und über einen kleinen Wanderweg mit rund 700 Stufen frei zugänglich. Der Turm selbst kann nicht bestiegen werden, aber an dem Turm ist das im Jahr 2002 ausgebaute alte Leuchtfeuer ausgestellt.